# Rolando Ochoa
Rolando Antonio Ochoa Tardiu (Sincelejo, 27 de julio de 1977) es un acordeonista, compositor y arreglista colombiano de vallenato. Rolando es hijo del juglar vallenato Calixto Ochoa.

## Trayectoria
Su padre Calixto Ochoa fue su mentor y a los 11 años de edad, participó en festivales y otros eventos musicales. Con el tiempo adquirió la destreza para interpretar el acordeón, la composición, los arreglos y el dominio de la voz. Rolando fue parte de la agrupación "Los Múltiples de Sincelejo" y luego formó parte de la agrupación Los Corraleros de Majagual, remplazando a su padre Calixto Ochoa cuando se retiró de la agrupación.
En 1999 grabó un álbum con Diomedes Dionisio, hijo de Diomedes Díaz, y formaron la agrupación "Los Hijos de Los Grandes" alcanzando los primeros puestos en las listas de música vallenata en Colombia. 
El 16 de mayo de 2000, Rolando y Diomedes Dionisio fueron secuestrados por la guerrilla del Ejército de Liberación Nacional (ELN), cuando iban en un bus en una vía de Palocabildo, en el departamento del Tolima. Los dos músicos fueron liberados tiempo después.
Tras el secuestro Diomedes Dionisio y Rolando grabaron dos álbumes musicales más; Mi vida real y Creyendo en lo nuestro, y luego terminaron su unión.
En el 2003 formó una agrupación con el cantante Ernesto Mendoza, después con Rafael Santos Díaz y luego con el sabanalarguero Jorge Mario Peña, sin tener mucho éxito.
En el 2006 se lanzó como solista, él mismo interpretando el acordeón y la voz, sin embargo tampoco tuvo mayor éxito.
Su trabajo empezó a lograr reconocimiento nuevamente en Colombia cuando al lado de Martín Elías, hijo de Diomedes Díaz, grabaron y publicaron el álbum El terremoto.
Luego Rolando se unió con Silvestre Dangond en 2012 y al siguiente año grabaron el álbum discográfico La novena batalla. Debido a diferencias personales la unión musical terminó al poco tiempo.
En marzo de 2013, Rolando decidió unirse con el cantante Mono Zabaleta con quien también grabó un álbum llamado La conquista.
En el 2015, Rolando se unió nuevamente a la agrupación de Martín Elías y lanzaron el álbum Imparables y sin límites. Durante el Festival de la Leyenda Vallenata de 2016, Rolando y Martín recibieron disco de platino por las ventas de su CD Imparables, justo cuando compartían escenario con el cantante Carlos Vives.

## Discografía
- Calixto Ochoa, la leyenda
- Siguiendo los pasos
- Mi primera experiencia
- Mi vida real
- Creyendo en lo nuestro
- Una nueva historia
- Marcando la Diferencia
- Cosa de locos
- Homenaje a los grandes del vallenato
- El terremoto
- La novena batalla
- La conquista
- Imparables
- Homenaje a los grandes del vallenato II
- Sin límites
- Descontrol total
- El disco que me gusta
- La fania de Cristo

## Composiciones
- El cantante.[6]